# سرجیو هیگویتا
سرجیو هیگویتا (انگلیسی: Sergio Higuita؛ زادهٔ ۱ اوت ۱۹۹۷ ‏(۲۷ سال)) دوچرخه‌سوار اهل کلمبیا است.
از باشگاه‌هایی که در آن بازی کرده‌است می‌توان به بورا–هانسگروهه، کنندیل–دراپاک، و تیم دوچرخه‌سواری مانزانا پوستوبون اشاره کرد.